# 張子敬
張子敬，中華民國政治人物，曾任行政院政務委員、末任行政院環境保護署署長、常務副署長。

## 生平
張子敬早年畢業於成功大學環境工程學系、交通大學環境工程研究所碩士，曾任臺北市環保局技士、股長，環保署技正、科長，臺灣省政府環保處北區環保中心主任等職。
2000年10月，在蘇貞昌臺北縣長任內，擔任臺北縣環保局局長；2005年3月，在林錫耀代理台北縣長任內，擔任臺北縣副縣長。2006年1月，蘇貞昌出任行政院長，張子敬回到環保署擔任常務副署長。其後，在陳水扁、馬英九、蔡英文三位總統任內一直擔任副署長。
2019年1月，蘇貞昌再次組織內閣，張子敬正式升任環保署署長。
2023年8月，升任行政院政務委員，同年8月21日因環保署正式升格為環境部，而正式卸任署長職務，成為最後一任環保署署長。

## 外部連結
- 署長專區 （页面存档备份，存于）（繁體中文）（英文）

| 中華民國政府職務                   | 中華民國政府職務                                     | 中華民國政府職務         |
| ---------------------------------- | ---------------------------------------------------- | ------------------------ |
| 行政院                             |                                                      |                          |
| 前任： 蔡鴻德（代理） 正任：李應元 | 環境保護署署長 第十三任 2019年1月14日－2023年8月21日 | 繼任： 末任 升格為環境部 |